# Evangeliar von Kruszwica

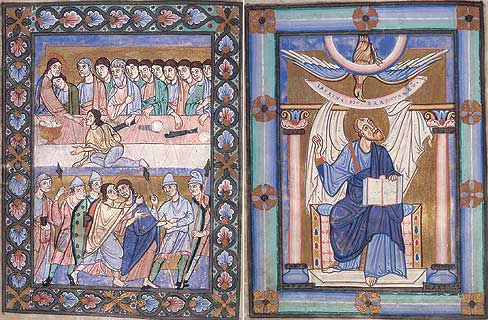
Miniaturen aus dem Evangeliar von Kruszwica

Das Evangeliar von Kruszwica (polnisch Ewangeliarz kruszwicki) ist ein Evangeliar aus der zweiten Hälfte des 12. Jahrhunderts. Es entstand in Helmarshausen. Der Codex befindet sich heute im Erzbischöflichen Archiv in Gnesen.

## Beschreibung
Das Buch besteht aus 33 Pergamentblättern, ist reichlich koloriert und mit goldenen Großbuchstaben geschrieben. Es enthält die Texte der Evangelien und Miniaturen.

## Geschichte
Das Evangeliar von Kruszwica wurde in Helmarshausen zwischen 1160 und 1170 geschaffen. Es kam in der zweiten Hälfte der 12. Jahrhunderts nach Kruszwica in Polen. Es wurde zunächst im örtlichen Benediktinerkloster und dann in der Stiftskirche Basilika St. Peter und Paul aufbewahrt. Im 19. Jahrhundert kam es nach Gnesen.